# یوایچی کاجییاما
یوایچی کاجییاما (ژاپنی: 梶山 洋一؛ زادهٔ ۸ سپتامبر ۱۹۷۱) یک بازیکن فوتبال اهل ژاپن است.
از باشگاه‌هایی که در آن بازی کرده‌است می‌توان به باشگاه فوتبال ویسل کوبه اشاره کرد.